# Lokomotiva 313.4
Lokomotivy řady 313.4 byly parní lokomotivy, původně vyráběné pro severočeské soukromé místní dráhy v lokomotivkách ve Vídeňském Novém Městě, ve Floridsdorfu a v podnicích Krauss Linz a První českomoravská továrna na stroje Praha, na základě zájmu o výkonnou tendrovou lokomotivu určenou k posunu nebo k vedení vlaků na vedlejších tratích, který projevily na sklonku 19. století některé železniční společnosti v tehdejší monarchii.
Celkem bylo v letech 1890–1909 vyrobeno 35 lokomotiv, které později převzaly Rakouské státní dráhy (kkStB) a označily je řadou 162. Po rozpadu rakousko-uherské monarchie v roce 1918 přešlo 33 těchto strojů do majetku Československých státních drah (ČSD), které je dle Kryšpínova systému označily řadou 313.4, již nesly vyjma období druhé světové války, kdy byly za přechodného provozu u Německých říšských drah (DR) označeny řadou 98, až do svého postupného vyřazování v 50. a 60. letech.
Poslední stroj byl z pravidelného provozu u ČSD odstaven v roce 1966, některé lokomotivy dále ještě dosluhovaly na vlečkách. Do současnosti se dochoval jediný stroj 313.432 zvaný „Matylda“, který je v provozuschopném stavu.[zdroj?]

## Lokomotiva 313.432
Byla vyrobena v První českomoravské továrně na stroje v Praze Libni v roce 1904. Lokomotiva původně patřila České severní dráze (Böhmische Nordbahn), kde byla provozována pod označením VIa.118. Po zestátnění České severní dráhy dostala u Rakouských státních drah označení 162.43 a od roku 1918, kdy ji převzaly Československé státní dráhy, jezdila pod označením 313.432. Tato lokomotiva byla později ČSD odprodána do průmyslového podniku na severní Moravě, kde vydržela v provozu nejdéle ze všech vyrobených lokomotiv této série. Zpět k ČSD se dostala v roce 1974. Získalo ji lokomotivní depo Ostrava, kde byla instalovaná jako pomník. V roce 1977 byla opravena do provozuschopného stavu k příležitosti 130 let lokomotivního depa v Ostravě, udržována byla poté v depu bývalé vozební stanice Báňská dráha. V roce 1989 byla uvedena do provozu znovu po potřebné opravě kotle. V 90 letech se účastnila různých nostalgických jízd, za vzpomenutí stojí prázdninové víkendové jízdy mezi Opavou východ a Hradcem nad Moravicí. Od těchto pravidelných jízd se upustilo a dále se vyskytovala už jen zřídka, pravidelně ji bylo možno vidět na Dni železnice na Ostravsku a na Dni Radegastu, kde zajišťovala dopravu mezi Frýdkem Místkem a Pivovarem Radegast v Nošovicích. Ještě lze připomenout její četná vítězství ve slovenském Zvolenu na Grand prix parních lokomotiv. Na podzim roku 2007 skončila technická způsobilost kotle. 22. prosince 2009 proběhla přeprava lokomotivy z Frýdku-Místku do Krnova, kde měla být uvedena do provozuschopného stavu.
Další technické údaje:
- Maximální hmotnost na spraženou nápravu: 13,2 t
- Počet hnacích náprav: 3
- Vzdálenost trubkovnic: 300 mm
- Typ napájecího zařízení: ASZ 5
- Zásoby uhlí: 1,9 t (2,5 m³)
- Zásoby vody: 4,5 m³